# Cyclophora semifasciata
Cyclophora semifasciata là một loài bướm đêm trong họ Geometridae.